# Sonate per flauto e clavicembalo di Johann Sebastian Bach
Le sonate per flauto e clavicembalo/basso continuo BWV 1030-1035 sono una serie di sei composizioni attribuite a Johann Sebastian Bach. Non è chiaro quando e per quale occasione Bach le compose, e alcuni musicologi mettono anche in dubbio la reale paternità di Bach su alcuni di questi lavori.

## Struttura

### Sonata in si minore BWV 1030
1. Andante.
2. Largo e dolce.
3. Presto.

Nella prima sonata il clavicembalo non svolge il ruolo di mero realizzatore del basso continuo, ma ha una parte indipendente. Su questa composizione non ci sono dubbi di autenticità in quanto esiste il manoscritto autografo di Bach, conservato alla Biblioteca di Stato di Berlino e databile intorno al 1737.
Questa sonata è un rifacimento di un lavoro composto precedentemente, forse nel periodo durante il quale Bach si trovava a servizio presso la corte di Anhalt-Cöthen (1717-1723) e forse per oboe e basso continuo. Di questa precedente composizione, catalogata come BWV 1030b, esiste solamente la parte del clavicembalo, scritta in sol minore anziché in si minore.

### Sonata in mi♭ maggiore BWV 1031
1. Allegro moderato.
2. Siciliano.
3. Allegro.

Come per la precedente, anche in questa sonata il clavicembalo svolge un ruolo concertante. La paternità di Johann Sebastian Bach su questo lavoro, del quale non esiste il manoscritto autografo, è però dibattuta, e molti musicologi preferiscono attribuirla a suo figlio Carl Philipp Emanuel Bach.
L'opera si allontana dalle maniere prettamente barocche per avvicinarsi alle sonorità dello stile galante, e l'impressione generale è che sia molto estranea al gusto di Johann Sebastian Bach.

### Sonata in la maggiore BWV 1032
1. Vivace.
2. Largo e dolce.
3. Allegro.

Anche in questa sonata il clavicembalo svolge la funzione di strumento concertante. Il manoscritto autografo andò distrutto durante la seconda guerra mondiale e la sonata presenta una grossa mancanza di 46 battute nel primo movimento, lacuna che solitamente viene colmata utilizzando altro materiale tratto dal medesimo movimento.
Secondo alcuni musicologi questa sonata sarebbe l'elaborazione di un concerto composto in epoca precedente, forse per flauto, archi e basso continuo. Del secondo movimento esiste inoltre una versione per violino, violoncello e basso continuo, che era stata utilizzata come parte centrale di un concerto in tre movimenti, nel quale i due estremi erano stati ricavati dalla sonata BWV 525 per organo.

### Sonata in do maggiore BWV 1033
1. Andante-Presto.
2. Allegro.
3. Adagio.
4. Minuetto I e II.

La paternità di questa sonata, in quattro movimenti, è dibattuta, anche se, in base ad alcune considerazioni stilistiche, i musicologi sono propensi ad attribuirla a Carl Philipp Emanuel Bach. Il clavicembalo non svolge ruolo concertante, ma si limita alla semplice realizzazione del basso continuo.

### Sonata in mi minore BWV 1034
1. Adagio ma non tanto.
2. Allegro.
3. Andante.
4. Allegro.

Questa sonata, nella quale il clavicembalista svolge solamente funzione di basso continuo, venne con ogni probabilità composta da Bach durante il periodo nel quale si trovava a servizio presso la corte di Anhalt-Cöthen (1717-1723) o nei primi anni di Lipsia, dopo il 1723.

### Sonata in mi maggiore BWV 1035
1. Adagio ma non tanto.
2. Allegro.
3. Siciliano.
4. Allegro assai.

La sonata BWV 1035 venne probabilmente composta in occasione della visita di Bach a Federico II di Prussia a Potsdam, compiuta nel 1741. L'opera, infatti, è dedicata a Michael Gabriel Fredersdorf, un cameriere dilettante di flauto di Federico II.
Alcuni, invece, datano la composizione al periodo di Cöthen (1717-1723), e la versione che conosciamo sarebbe solo una copia realizzata per una delle visite a Potsdam. Il clavicembalo, in questa composizione, svolge solo il ruolo di realizzatore del basso continuo.